# Osobowość bierno-agresywna
Osobowość bierno-agresywna – rozpoznanie aktualnie nienależące do ICD-10, jednak zgodne z Badawczymi kryteriami diagnostycznymi ICD-10, zawartymi w aneksie 1.

## Kryteria diagnostyczne
Wstępne kryteria, zaproponowane przez autorów Badawczych kryteriów diagnostycznych ICD-10 wyglądają następująco:
- Spełnione ogólne kryteria zaburzeń osobowości (F60.-)
- Osoba przejawia co najmniej pięć z następujących zachowań:

1. odwleka i opóźnia wypełnianie istotnych zadań, oczekiwanych przez innych
2. zarzuca, że inni stawiają wymagania pozbawione rozsądku
3. złości się, jest rozdrażniona lub kłótliwa, kiedy jest proszona o zrobienie czegoś, czego robić jej się nie chce
4. bezzasadnie krytykuje albo lekceważy osoby będące z jej zawodowego lub społecznego punktu widzenia autorytetami
5. rozmyślnie powoli lub niedobrze wykonuje zadania, których się jej robić nie chce
6. blokuje współdziałanie podjęte przez innych
7. zaniedbywanie wykonania zobowiązań tłumaczy zapomnieniem

## Atrybuty osobowości negatywistycznej
Charakterystyczne jest to, że zachowanie osoby z zaburzeniem dość trudno jest skrytykować czy wytknąć jej ewidentne niedociągnięcia. Potocznie o osobie z tym zaburzeniem mówi się "krew wypije, a dziurki nie zrobi". Zwykle bowiem jawnie nie wykonuje swoich obowiązków, ogłaszając to wobec zlecającego, zaś "przyznanie się do winy", czy "nieumiejętności" przedstawia jako zasługę, wymagającą przynajmniej "zrozumienia", a zwykle "docenienia". Osoba taka stawia się na pozycji bycia ofiarą "nieuzasadnionych zleceń", często tłumaczy, że "nikt jej tego nie nauczył – a wymaga".
Osoba biernie-agresywna postępuje w taki sposób, żeby nie można było jej niczego zarzucić. Polega to na tym, że czynności, których wykonywać nie chce, są przez nią opisywane jako "za trudne", "zapomniane" – licząc na wyrozumiałość zlecającego. Trudno wprost zarzucić osobie takiej zaniedbania: on/a te przyszłe zaniedbania zgłasza (zapowiada) przy usłyszeniu polecenia, licząc na to, że zadanie zostanie zlecone komuś innemu.
Osoba biernie-agresywna pracuje tylko wtedy, jeśli zadania zawodowe wymagają czynności sprawiających satysfakcję tej osoby. Można powiedzieć, że właściwie każdy powinien pracować w charakterze satysfakcjonującym go, aczkolwiek człowiek określany jako przeciętny podejmuje się często zadań niesatysfakcjonujących – jak (zależnie od szczególnej niechęci do nich) odkurzanie, zmywanie, odśnieżanie, zamiatanie albo nawet bardziej krótkotrwałych, jak otwarcie bramy.
Przykładem filmowym zachowania biernie-agresywnego (negatywistycznego) jest fragment Ballady o Januszku, gdzie główny bohater, poproszony przez matkę o wypielenie grządek z pietruszką, przed podjęciem się tej czynności zapowiedział, że może nie odróżnić pietruszki od chwastów, a w efekcie powyrywał wszystkie pietruszki.